# Franz Krenn
Franz Krenn, född 26 februari 1816 i Droß, död 18 juni 1897 i Sankt Andrä-Wördern i Tulln, var en österrikisk tonsättare och kompositionslärare.
Krenn studerade för Ignaz von Seyfried i Wien, och var organist i flera kyrkor i staden. År 1862 blev han kapellmästare i Michaelerkirche i Wien. Hans kompositioner omfattar mässor, kantater, oratorier, rekvier, körer och solosånger, musik för orgel och piano samt symfonier.
Krenns mest kända elever är Gustav Mahler och Leoš Janáček. Han utbildade även Hans Rott och Alexander von Zemlinsky.